# الولي (مصطلح)
الولي هي كلمة عربية تعني في المقام الأول "حليف"، والتي يُشتق منها معاني أخرى ذات صلة بنغمات ثقافية إسلامية، مثل "صدِّيق الله" أو "ولي الله"، إلخ. يمكن أن تعني كلمة "ولي" أيضًا "الوصي القانوني" أو الحاكم؛ مثل أن شخصًا لديه "ولاية" (سلطة أو وصاية) على شخص آخر، وفي الفقه (الفقه الإسلامي) غالبًا ما يكون "وكيلًا مفوضًا للعروس في إبرام عقد الزواج (الشريعة الإسلامية)".
تقليديًّا، يُحظر على الفتيات والنساء في المملكة العربية السعودية بموجب القانون السفر، أو الحصول على جواز سفر، أو إجراء أعمال رسمية، أو الحصول على عمل، أو إبرام عقد زواج، أو الخضوع لإجراءات طبية معينة دون إذن من ولي أمرهن، والذي يجب أن يكون ذكرًا مسلمًا بالغًا. ومع ذلك، في عام 2019، رُفعَت هذه القيود المفروضة على النساء البالغات في المملكة العربية السعودية فيما يتعلق بالسفر، والخضوع لإجراءات طبية معينة، والحصول على جوازات السفر، والتوظيف.
في الجمهورية الإسلامية الإيرانية، المرشد الأعلى للحكومة هو الولي الفقيه، بموجب المبدأ الذي طرحه آية الله روح الله الخميني أنه "في غياب الإمام المعصوم"، فإن الإسلام يمنح الفقيه الإسلامي العادل والقادر سلطة "عالمية" للمسلمين، وهو صياغة لمفهوم الخلافة في الإسلام؛ وقد كانت إيران على ما يبدو تأمل إعادة الإسلام للحياة السياسية على غرار الخلافات الإسلامية السابقة مثل الخلافة الراشدة والعثمانية ولكن بصياغة تُناسب العصر الحديث، خاصةً بعد سقوط آخر خلافة إسلامية في 3 آذار 1924.

## الأساس الكتابي
ووفقًا للتفسير التقليدي للمؤسسة الدينية السعودية على الأقل، فإن مفهوم ولاية المرأة مستقى من سورة النساء الآية 34 من القرآن الكريم، والتي تنص على:
- (الرِّجَالُ قَوَّامُونَ عَلَى النِّسَاءِ بِمَا فَضَّلَ اللَّهُ بَعْضَهُمْ عَلَىٰ بَعْضٍ وَبِمَا أَنفَقُوا مِنْ أَمْوَالِهِمْ ۚ)[8]

## ولي العروس
وقد ذهب أغلب علماء المسلمين إلى أنه لكي يكون نكاح المرأة البالغة صحيحًا لا بد من موافقة العروس والعريس، وولي العروس ، وهو الوصي عليها.[بحاجة لمصدر] هذا الرأي متبع عند أغلب علماء المسلمين ومدارس الفقه السنية والشيعية، باستثناء المذهب الحنفي الذي يرى أن إذن الولي ليس ضروريًّا للنكاح.

الولي هو عادة الأب، أو إن لم يكن كذلك، قريب ذكر آخر، وإن لم يكن كذلك، فهو القاضي. هذا الترتيب للخلافة لمن يجوز له أن يكون وليًا غالبًا ما يوضحه الفقهاء، كما في هذا الاقتباس الذي كتبه محمد بن عبد الوهاب: إذا كان الأب غير متاح فيجب تعيين الوصاية:
أولًا ينتقل الأمر إلى شقيق المرأة، ثم إلى الجدّ من جهة الأب، ثم إلى ابن المرأة... ثم ينتقل إلى قبيلة الأخ، ما لم تكن قبيلة وضيعة أو منحطة... ثم يتولّى الأمر العمّ من جهة الأب، يليه ابنه، ثم سائر الأقارب من جهة الأب. أما الأقارب من جهة الأم، فلا يكون لهم حقّ في الولاية على الزواج إلا إذا عُدم الأقارب من جهة الأب. ويجوز للسلطان أو الحاكم السياسي أن يكون وليّاً في الزواج، بشرط أن يكون رجلاً عادلاً. وهكذا، فإن المعيار الحاسم في اختيار الولي البديل في الزواج هو عدالته واستقامته، لا منصبه السياسي..

### الأنواع
المذهب الحنفي في الشريعة الإسلامية هو المذهب الوحيد بين المذاهب السنية الذي يُقر الاعتراف بصحة الزواج دون ولي.
وفي المذهب الحنفي على الأقل، هناك فرق بين ولي الإجبار وولي الاختيار. "ولي الاختيار ليس لديه سلطة الإجبار"، ولا يمكنه ترتيب الزواج دون إذن العروس. يتطلب الزواج "إجابة شفهية" من العروس المحتملة للمضي قدمًا.
حسب مؤسس المذهب المالكي مالك بن أنس، هناك نوعان من الحضانة أو الولاية: خاصة (محددة) وعامة (عامة). الوصاية الخاصة تعود إلى النسب الأبوي: الأب، الجد، إلخ (كما هو موضح أعلاه). "كانت الولاية العامة "مرتبطة ارتباطًا كاملًا بالإسلام، وبكل مسلم ذكر". ومن أمثلة ولاية الأم أن يقوم رجل مسلم بترتيب زواج امرأة "ليس لها أب أو أفراد آخرون من العائلة من الذكور".
كان مؤسس المذهب الحنبلي أحمد بن حنبل يعتقد أن الولي الاختياري من حق الأب، أو إذا لم يكن هناك أب للقاضي (على غرار موقف مالك)، فقد ذهب أئمة آخرون إلى أن دور الولي الاختياري "يمكن أن يقوم به جميع أنواع الولاة"، وليس بالضرورة قريب من جهة الأب في الأسرة.

## ولاية الفقيه
في الإسلام الشيعي، غالبًا ما يتولى الفقهاء المسلمون واجب الولي. إن ولاية الفقيه هي عقيدة في المذهب الشيعي الاثني عشري الإسلامي تؤكد أن الإسلام يمنح الفقهاء المسلمين ولاية على الناس في الشؤون السياسية، في حالة غياب الإمام المعصوم، (أي بعد أن غاب الإمام الثاني عشر في عام 874 م). قبل الثورة الإيرانية كان هذا يشير إلى الوصاية على الأمور غير الخلافية (الأمور الحسبية) بما في ذلك الأوقاف الدينية، والمسائل القضائية، وأولئك الذين يعتبرون غير قادرين على رعاية مصالحهم الخاصة مثل القُصر والمجانين، والممتلكات التي لا يتحمل شخص معين المسؤولية عنها.

### الجمهورية الإسلامية الإيرانية
مع تأسيس الجمهورية الإسلامية الإيرانية التي أسست تعاليم مؤسس الجمهورية آية الله روح الله الخميني، فإن معظم الإشارات إلى ولاية الفقيه الإسلامي تشير إلى ولاية العامة أو الولاية المطلقة، وهي فكرة مفادها أن الفقيه يجب أن يكون له الوصاية على جميع القضايا التي كان يتحمل مسؤوليتها النبي والإمام المعصوم وهو الدور الذي كان يفعله الخليفة في التاريخ الإسلامي. تشكل فكرة الوصاية هذه أساس دستور الجمهورية الإسلامية الإيرانية الذي ينص على وجود ولي فقيه، ليكون بمثابة القائد الأعلى (أو كما يُترجم بشكل شعبي إلى المُرشد الأعلى) للحكومة. في سياق إيران (البلد الوحيد الذي تُمارس فيه هذه النظرية)، غالبًا ما يُشار إلى ولاية الفقيه الإسلامي على أنها "حكم الفقيه الإسلامي"، أو "حكم خليفة رسول الله".

## طالع أيضًا
- الوصي القانوني
- والي